# Friedrich Wieck

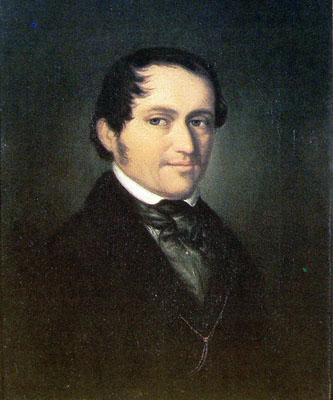
Friedrich Wieck um 1830, Gemälde im Robert-Schumann-Haus in Zwickau

Johann Gottlob Friedrich Wieck (* 18. August 1785 in Pretzsch; † 6. Oktober 1873 in Loschwitz) war ein deutscher Musiker, Musikkritiker und Musikpädagoge. Er war der Vater der Musikerin und Komponistin Clara Schumann.

## Leben und Wirken

### Herkunft und Ehen

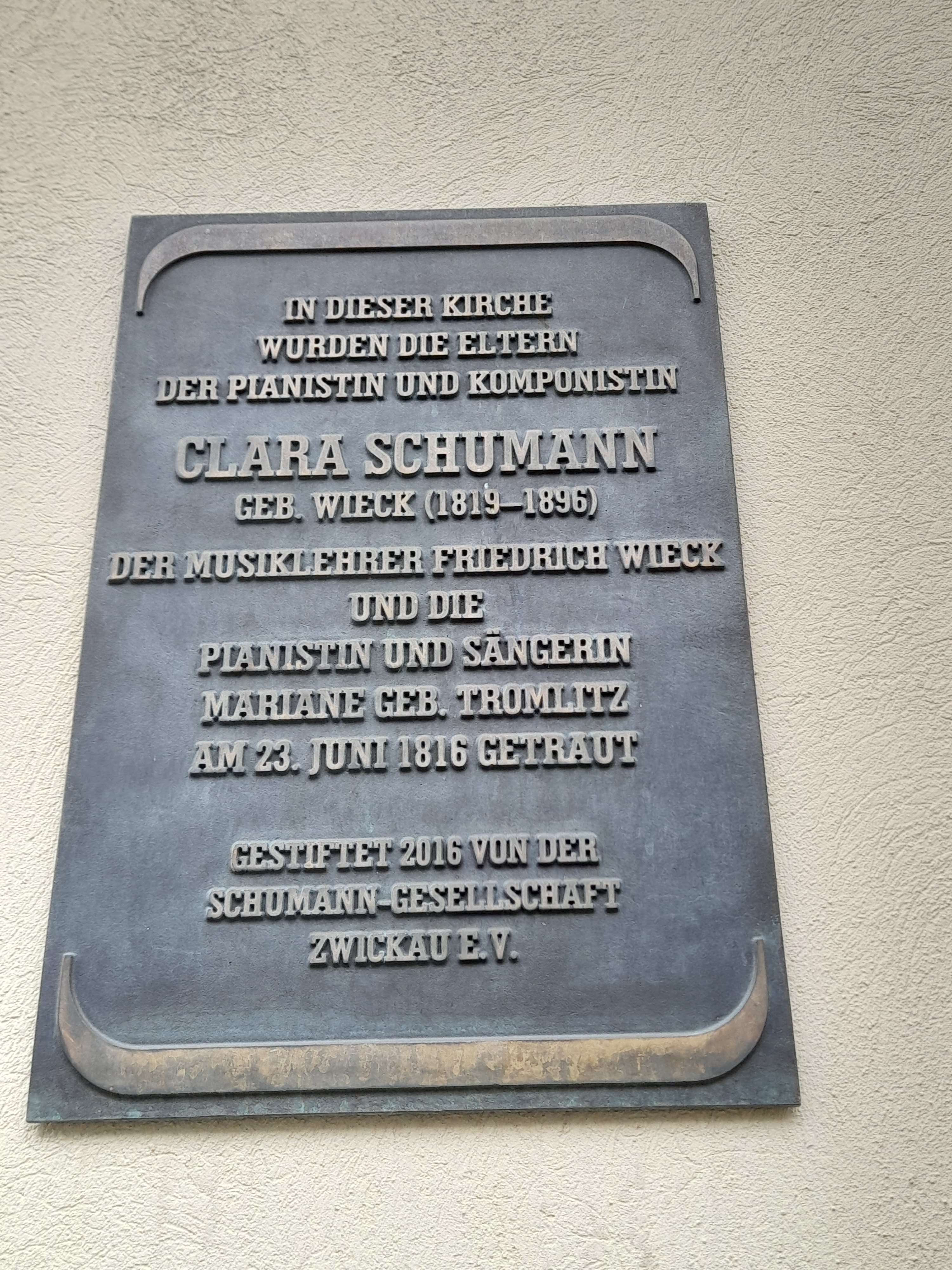
Stephanuskirche Oberlosa, Infotafel Traukirche der Eltern von Clara Schumann, geb. Wieck

Friedrich Wieck wurde als Sohn eines Kaufmanns in Pretzsch geboren. Seine Leidenschaft für die Musik entwickelte sich nahezu ohne Förderung seitens des Elternhauses. Bereits als Gymnasiast an der Thomasschule in Leipzig nahm er ohne Wissen der Eltern Klavierstunden, studierte jedoch auf deren Wunsch Theologie an der Universität Wittenberg. Nach Studienabschluss war er neun Jahre lang bei verschiedenen adligen Familien als Hauslehrer tätig, bis er sich 1815 als Klavierlehrer und Inhaber einer Klavier- und Musikwarenhandlung in Leipzig niederließ.
1816 heiratete er in der Stephanuskirche in Oberlosa (Vogtland) die Sängerin und Pianistin Mariane Tromlitz, Tochter des Plauener Stadtkantors George Christian Gotthold Tromlitz und Enkelin des Flötenvirtuosen Johann Georg Tromlitz (1725–1805). Mit ihr hatte er fünf Kinder: Adelheid (1817–1819), Clara (1819–1896), Alwin (1821–1885), Gustav (* 1823) und Viktor (1824–1826). Zum Zeitpunkt der Geburt von Clara war er Inhaber eines „Leihinstituts der neuesten musikalischen Werke“. Als Viktor zur Welt kam, hatten sich die Eltern schon getrennt.
1828 heiratete Wieck die zwanzig Jahre jüngere Clementine Fechner, die Schwester von Eduard Clemens und Gustav Theodor Fechner. 1832 ging aus dieser Ehe die Tochter Marie hervor, die später Pianistin wurde, sowie die früh erkrankte, davor allerdings als begabte junge Pianistin aufgefallene Cäcilie (1834–1893). In seinen Schriften sprach Wieck anerkennend von seinen „drei Töchtern“; gemeint waren Clara, Marie und Cäcilie. Seine erste Ehefrau Mariane zog später nach Berlin und heiratete den Musikpädagogen Adolph Bargiel (1783–1841). Ein Kind dieser Ehe war der Komponist Woldemar Bargiel.
Wiecks Wohnungen in Leipzig waren von 1818 bis 1821 im Haus Hohe Lilie im Neuen Neumarkt (heute Neumarkt) Ecke Preußergäßchen, wo 1819 Tochter Clara geboren wurde, von 1821 bis 1825 im Salzgäßchen (Haus 407), von 1825 bis 1835 in Selliers Hof, Grimmaische Straße, (heute Steigenberger-Hotel) und von 1835 bis 1840 in der Nikolaistraße (Haus 555).

### Tätigkeiten

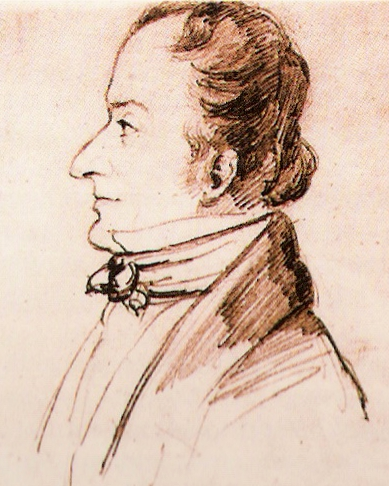
Friedrich Wieck um 1838, Zeichnung der Sängerin Pauline Viardot-Garcia

Nach Abschluss des Theologiestudiums war Wieck zunächst als Hauslehrer tätig. Von 1818 bis 1835 war er in Leipzig Inhaber einer Klavierfabrik und eines Musikalienleihinstituts. In dieser Funktion reiste er mehrfach nach Wien zu seinem dortigen Geschäftspartner Matthäus Andreas Stein. Auf einer dieser Reisen besuchte er im Juli 1823 Ludwig van Beethoven in dessen Sommerquartier in Hetzendorf. Das ausführliche Gespräch beider ist durch Beethovens Konversationshefte sowie durch einen Brief Wiecks überliefert. 1828 kaufte Wieck einen Hammerflügel von Stein für seine Tochter Clara. Er befindet sich heute im Robert-Schumann-Haus in Zwickau und war zusammen mit Clara Schumann auf der Rückseite des 100-DM-Scheins abgebildet.
Wieck gilt als einer der bedeutendsten Musikpädagogen des beginnenden 19. Jahrhunderts im deutschsprachigen Raum. Erfolgreichste Schülerin war seine Tochter Clara. Er bildete sie aus, organisierte für sie die zu der Zeit oft nur mit Mühen zu bewältigenden Konzerttourneen durch Europa und verhalf ihr durch seine Aktivitäten zu früher Berühmtheit. Auch Claras Halbschwester Marie wurde von ihrem Vater zu einer erfolgreichen Pianistin ausgebildet.
Weitere Schüler Wiecks waren Hans von Bülow sowie der Komponist Robert Schumann, den Clara später gegen den Willen ihres Vaters 1840 heiratete. Die Heiratsgenehmigung musste sich Schumann vor Gericht erstreiten. Das wiederum führte zum Bruch der freundschaftlichen Beziehungen der beiden, welche trotz des Bemühens Wiecks um Aussöhnung nicht mehr wiederkehrten.
Weiterhin war Wieck als Essayist und Buchautor tätig und verwendete wohl als erster (1853) den Ausdruck „Zukunftsmusik“, der in der Literatur häufig Ludwig Bischoff zugeschrieben wird.

### Wechsel nach Dresden

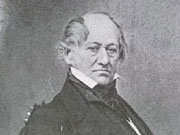
Friedrich Wieck

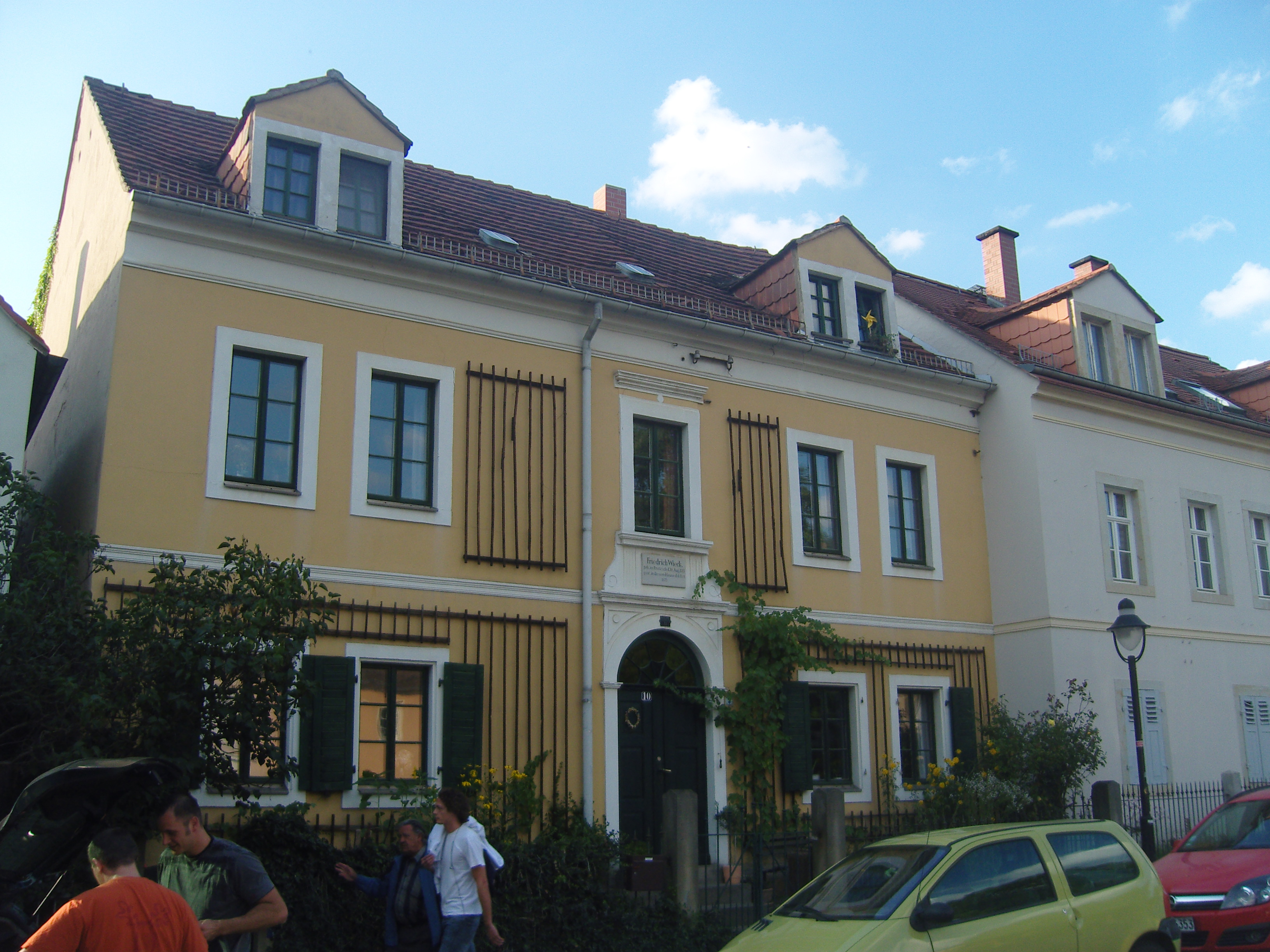
Wohnhaus in Dresden-Loschwitz

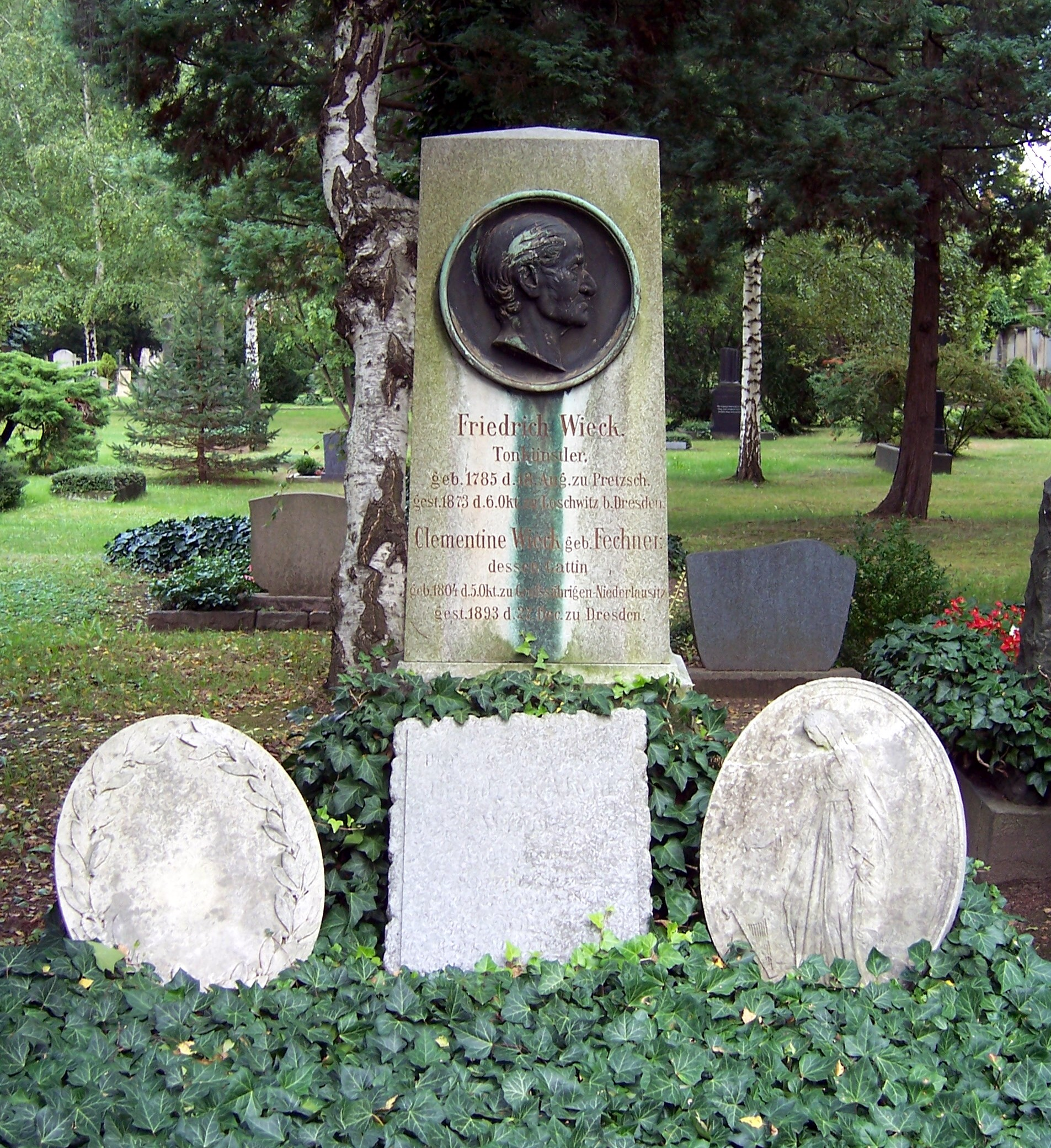
Grab Friedrich Wiecks auf dem Trinitatisfriedhof in Dresden

Im April 1840 übersiedelte Wieck mit seiner Frau Clementine und der Tochter Marie nach Dresden und studierte dort bei Johann Aloys Miksch noch Gesangsmethodik. Zuletzt lebte er in Loschwitz. Im Dezember 1844 traf er sich mit dem Klavierlehrer und Komponisten Karl Krägen sowie weiteren Personen, um eine Kammermusikreihe zu organisieren.
Friedrich Wieck wurde auf dem Dresdener Trinitatisfriedhof im Stadtteil Johannstadt beigesetzt.

## Werke
- Clavier und Gesang. Didaktisches und Polemisches. Whistling, Leipzig 1853.(Nachdruck, hrsg. von Sigrid Lehmstedt: Con Brio, Regensburg 1996, ISBN 3-930079-86-0)
- Friedrich Wieck – Gesammelte Schriften über Musik und Musiker. Aufsätze und Aphorismen über Geschmack, Musikerziehung und Stimmbildung, mit Kommentaren und mit einer historischen Einführung. hrsg. von Tomi Mäkelä, Christoph Kammertöns und Lena Esther Ptasczyski. Peter Lang, Frankfurt am Main 2018, ISBN 978-3-631-76745-0.
- Musikalische Bauernsprüche und Aphorismen ernsten und heiteren Inhalts. 2. Auflage. Leuckart, Leipzig 1875.
- Ein detailliertes Kompositionsverzeichnis, bearbeitet von Thomas Synofzik, befindet sich im Robert-Schumann-Haus Zwickau. Es handelt sich um Klavierstücke, z. T. mit Instrumentalbegleitung, Sammlungen von Tänzen und Lieder, sowohl im Druck als handschriftlich überliefert.

## Film
Peter Schamoni drehte 1983 einen Film mit dem Titel Frühlingssinfonie über die verwickelte Beziehung zwischen Friedrich Wieck und seiner Tochter Clara im Zusammenhang mit der Heirat von Clara und Robert Schumann. Rolf Hoppe spielte die Rolle des Friedrich Wieck.